# 村山長挙

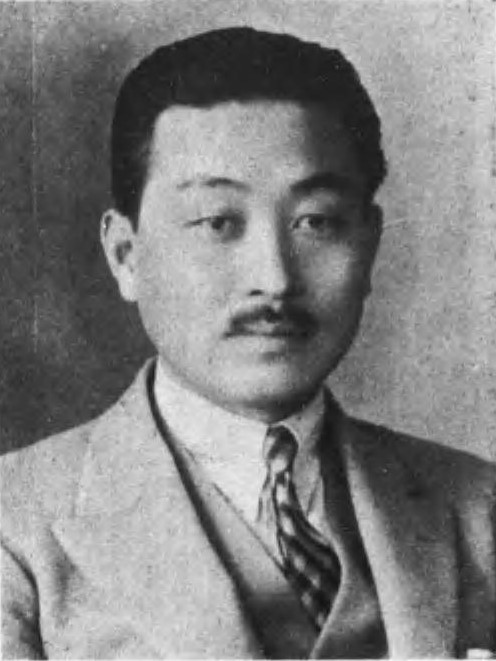
村山長挙

村山 長挙（むらやま ながたか、旧字体：村山長擧、1894年3月16日 - 1977年8月7日）は、日本の新聞経営者。朝日新聞社社長、社主。

## 来歴・人物
旧岸和田藩主・岡部長職の三男として東京府東京市（現在の東京都）に生まれる。
1919年3月、京都帝国大学法学部政治経済学科を卒業。同年10月、朝日新聞社初代社主の村山龍平の長女・藤子と結婚し、村山家の婿養子となった。翌1920年6月、朝日新聞社に取締役・計画委員長として入社。大阪・東京両朝日新聞の計画部長、航空部長、大阪朝日新聞印刷局長、朝日ビルディング初代社長を歴任し、1933年12月朝日新聞社会長に、1940年5月社長に就任した。
しかし主筆として社長を凌ぐ声望を持つ代表取締役緒方竹虎に反感を持ち、東京本社派の緒方に対する大阪本社派の代表取締役専務取締役原田譲二や、緒方の出身の政治部、経済部の「硬派」に対する社会部出身の「軟派」で、東京本社編集総務から名古屋支社長兼編集局長に転出させられ、さらに傍系の出版局長にさせられたことで反緒方となった常務取締役鈴木文四郎らと結ぶようになった。
1943年夏、緒方が、営業部門を握って緒方とともに「編集の緒方、営業の石井」として「朝日の両翼」と呼ばれた代表取締役専務取締役石井光次郎と一緒に、「資本と経営の分離」論（緒方の部下、笠信太郎が『日本経済の再編成』（中央公論社、1939年）で提唱したもの）により緒方を社長とするよう村山に要求すると、原田、鈴木らと反撃に出て、同年12月に主筆制を停止して緒方を主筆から解任、実権のない副社長に棚上げした。村山は活動拠点を大阪から東京に移して経営を陣頭指揮し、緒方が務めていた政府機関の諮問委員など対外的な役職も全て取り上げ、自ら引き受けた。
翌1944年7月、緒方は朝日新聞社を退社して小磯内閣国務大臣兼情報局総裁となり、緒方派と反緒方派の社内派閥抗争は、ひとまず長挙以下の反緒方派が勝利した。しかし敗戦で緒方派と反緒方派の社内派閥抗争が再燃し、1945年11月5日、朝日新聞の戦争責任を明らかにするため長挙以下の経営陣は退陣し、長挙は1947年11月、公職追放で社主からも追放された。替わって、まず緒方派のナンバーツーである東京非常対策本部長の野村秀雄（元東京朝日編集局長・ジャワ新聞社長）が代表取締役となって急場を凌ぎ、緒方、野村らの後押しで東京本社編集局次長から局長職を飛び越して取締役・東京本社代表兼論説委員室主幹となった長谷部忠が1947年6月に会長、1949年11月に社長に就任した。
しかし追放が解除されると、長挙は1951年8月に社主に復帰。同年12月には会長となり、長谷部社長以下、追放期間中の経営陣をパージして（村山「復辟」という）、東京本社編集局長の信夫韓一郎を、編集局長のまま代表取締役とし（信夫「執権」という）、信夫、笠信太郎論説主幹、永井大三業務局長の3人によるトロイカ体制となった。1960年6月29日再び社長に就任（信夫は翌30日付で代表取締役専務取締役を辞任）。社長在任中の1963年12月24日、村山家との確執が深まっていた永井を解任して、いわゆる村山事件を引き起こした。その責任を取って1964年1月20日社長を辞任、翌1965年12月には取締役も辞任した。

## 業績
- 戦前の計画部長・航空部長時代には草創期の日本の民間航空の発展に尽力した[5]。
- 戦後の会長・社長在任中に日本新聞協会長を2期、朝日イブニングニュース会長、全日本空輸取締役を歴任した[5]。
- ルーブル美術展の招致等国際文化交流にも力を注いだ[5]。

## 家族・親族
東條内閣文部大臣を務めた岡部長景は長挙の長兄（長職の長男）で、侍従・京都外国語大学教授を歴任した岡部長章は長挙の末弟（長職の八男）である。長女は元朝日新聞社社主・村山美知子、次女は元朝日新聞社国際本部副部長・村山富美子。
兄・岡部長景は加藤高明（第24代・内閣総理大臣、三菱財閥の創業者・岩崎弥太郎の娘婿）の長女・悦子と結婚しており、弟・岡部長章は岩崎輝弥の長女・妙子と結婚したので、長挙の実家・岡部家は三菱の創業者一族・岩崎家と二重の姻戚関係を持っているといえる。